# Abutilon malviflorum
Abutilon malviflorum là một loài thực vật có hoa trong họ Cẩm quỳ. Loài này được Lem. ex Lesc. mô tả khoa học đầu tiên năm 1867.